# Elk City (Oklahoma)
Elk City è un comune degli Stati Uniti d'America, situato in Oklahoma, nella contea di Beckham.